# Jeanni Seymour
Pour les articles homonymes, voir Metzler et Seymour (patronyme).
Jeanni Metzler née Seymour le 17 février 1992 à Johannesbourg en Afrique du Sud est une triathlète professionnelle sud-africaine qui représente occasionnellement depuis 2016 les États-Unis en Amérique du Sud. Elle est multiple vainqueur sur triathlon Ironman 70.3.

## Biographie

### Jeunesse
Jeanni Seymour née à Johannesbourg, a fait ses débuts dans l'athlétisme à un très jeune âge et était très compétitive dans une multitude de sports tout au long de ses études primaires et secondaires. La sud-Africaine a participé à des compétitions de cross-country, de course sur piste, de hockey sur gazon, de netball, de natation, de plongeon et de rugby. Avec une expérience aussi diversifiée en athlétisme, un de ses cousins lui a suggéré d'essayer un genre d'événement multisport, elle choisira le triathlon qui confirmera ses aptitudes à ce triple effort.

### Carrière en triathlon
Devenue pro en 2012, Jeanni obtient sa première victoire Ironman 70.3 en 2015 à l'épreuve de Austin. Elle a eu neuf victoires sur distance Ironman 70.3 entre 2015 et 2019, elle fait partie des triathlètes les plus titrés et les plus redoutés sur la demi-distance Ironman du circuit professionnel. Ses plus belles victoires dans cette série est celles à Boulder en 2017 et au Texas en 2019 avec au moins trois minutes d'avances sur des concurrentes américaines de haut rang comme Lesley Smith et Alicia Kaye,. En 2021, elle est vice-championne du monde d'Ironman 70.3 à Saint George dans l'Utah.

### Vie privée
En 2012, elle a déménagé aux États-Unis et vit maintenant à Boulder au Colorado, un foyer de renommée mondiale pour les triathlètes du monde entier. Elle est en couple avec le triathlète américain Justin Metzler depuis 2015 et les deux se sont mariés en 2019, ils ont des programmes d'entrainements spécifiques qui ne permettent pas de s'entraîner ensemble, malgré un entraîneur en commun.

## Palmarès
Le tableau présente les résultats les plus significatifs (podium) obtenus sur le circuit national et international de triathlon depuis 2013,.
| Année | Compétition                                   | Pays           | Position          | Temps           | Nationalité sportive |
| ----- | --------------------------------------------- | -------------- | ----------------- | --------------- | -------------------- |
| 2021  | Championnat du monde Ironman 70.3             | États-Unis     | Médaille d'argent | 4 h 8 min 38 s  |                      |
| 2019  | Ironman 70.3 Texas                            | États-Unis     | Médaille d'or     | 4 h 1 min 44 s  |                      |
| 2019  | Ironman 70.3 South Africa                     | États-Unis     | Médaille d'or     | 4 h 32 min 23 s |                      |
| 2017  | Ironman 70.3 Bouler                           | États-Unis     | Médaille d'or     | 4 h 7 min 54 s  |                      |
| 2017  | Ironman 70.3 Los Cabos                        | Mexique        | Médaille d'or     | 4 h 18 min 23 s |                      |
| 2017  | Challenge Islande                             | Islande        | Médaille d'or     | 4 h 18 min 2 s  |                      |
| 2017  | Ironman 70.3 Liuzhou                          | Chine          | Médaille d'or     | 4 h 8 min 8 s   |                      |
| 2017  | Ironman 70.3 Monterrey                        | Mexique        | Médaille d'or     | 4 h 7 min 51 s  |                      |
| 2016  | Ironman 70.3 Cartagena                        | Colombie       | Médaille d'argent | 4 h 23 min 47 s |                      |
| 2016  | Ironman 70.3 Austin                           | États-Unis     | Médaille d'or     | 3 h 49 min 34 s |                      |
| 2016  | Ironman 70.3 Xiamen                           | Chine          | Médaille d'or     | 4 h 25 min 3 s  |                      |
| 2015  | Ironman 70.3 Austin                           | États-Unis     | Médaille d'or     | 4 h 23 min 48 s |                      |
| 2013  | Championnats d'Afrique du Sud longue distance | Afrique du Sud | Médaille d'or     | 4 h 13 min 6 s  |                      |